# ロバート・ダール
ロバート・アラン・ダール（英語: Robert Alan Dahl、1915年12月17日 - 2014年2月5日 ）は、アメリカ合衆国の政治学者。イェール大学名誉教授（スターリング記念寄付講座教授号）。

## 経歴
アイオワ州生まれ。アラスカ州で幼少期を過ごし、ワシントン大学卒業後、1940年、イェール大学大学院から博士号取得。農務省勤務および兵役（1944年-1945年）を経て、1946年からイェール大学で教鞭をとり、1986年に退官。1966年から1967年までアメリカ政治学会会長を務めた。1995年、ヨハン・スクデ政治学賞を受賞。
アメリカ政治学界の「長老」と評される。旺盛な著作活動と、沢山の優秀な政治学者を育てたためである。ダールのおかげでイェール大学の政治学部は国内屈指の影響力を得たという者もいる。
1960年代にアメリカ合衆国の政治の本質を巡りライト・ミルズと有名な論争を行った。ミルズの考えではアメリカの各州の政府はごく少数の一致団結したエリートたちの手に握られている。これに対してダールは、エリートといっても多種多様で、相互に緊張もあれば歩み寄ることもあるとした。ダールの考えでは、そこにあるのは大衆迎合的な民主主義ではないが、少なくともポリアーキー（つまり多元主義）ではある。1961年刊行の『統治しているのは誰か』はダールの有名な著作の1つであるが、この本で彼が行っているのは、ニューヘイブンという都市を動かしている（公式的と非公式的を問わない）権力構造を分析することであり、このケーススタディによって自説を立証しようとしたのである。
もう1つの代表作『民主主義とその批判』（1989年）ではダールは民主主義概念を再検討している。近代国家で民主主義の理想を実現した国はない。ダールによれば、その代わり政治的先進国は、「ポリアーキー」の状態にある。ポリアーキーの下では公職従事者は自由で公正な選挙によって選出される。包括的な投票が行われ、公職を求める権利（立候補権）が認められ、表現・報道・結社の自由が保証されている。これらの制度のおかげで、政治権力の中心が複数生じる。しかし、これは民主主義の基準を満たさない。民主主義に要求される徹底した市民参加や厳重な政策監視を実現している国家は、ダールによれば1つもないのである。
2001年の『アメリカ憲法は民主主義的か』では、合衆国憲法の起草者たちは将来について「まったく何も知らない」という立場に立って憲法を作ったため、本来あるべき民主主義がそこにはないと述べている。しかし、ダールが言うには「民主主義の崩壊という欠損が起こることを私は予見しているわけではないし、もちろん望んでいるわけでもないが、それについてできることはほとんど、あるいはまったくないのである」とされた。
2014年2月5日、コネティカット州で死去。98歳没。

## 批判
- 社会学者のG・ウィリアム・ドムホフはダールのニューヘイブン市の権力分析に徹底した異議を唱えている（"Who Really Ruled in Dahl's New Haven?"）。
- 政治哲学者のチャールズ・ブラットバーグは、民主主義の必要条件と十分条件を一度に定義しようとするダールの試みを批判している（See Blattberg, From Pluralist to Patriotic Politics:Putting Practice First, Oxford and New York:Oxford University Press, 2000, ch. 5. ISBN 0-19-829688-6）。

## 日本語訳著書
- 『民主主義理論の基礎』（未來社, 1970年／第2版, 1978年）
- 『規模とデモクラシー』（慶應通信, 1979年）－エドワード・R・タフティと共著
- 『ポリアーキー』（三一書房, 1981年、岩波文庫,2014年）
- 『経済デモクラシー序説』（三嶺書房, 1988年）
- 『統治するのはだれか――アメリカの一都市における民主主義と権力』（行人社, 1988年）
- 『現代政治分析』（岩波書店, 1999年、岩波現代文庫, 2012年）
- 『デモクラシーとは何か』（岩波書店, 2001年）
- 『アメリカ憲法は民主的か』（岩波書店, 2003年）
- 『ダール，デモクラシーを語る』（岩波書店, 2006年）
- 『政治的平等とは何か』（法政大学出版局, 2009年）